# Tahar Gharsa
Tahar Gharsa (arabe : طاهر غرسة), né le 16 mars 1933 à Tunis et décédé le 10 juin 2003, est un musicien et chanteur tunisien.

## Biographie
Né dans le quartier du Tourbet El Bey, dans la médina de Tunis, non loin de la rue El Banna où loge le grand Khemaïs Tarnane, il est adopté par ce dernier qui deviendra son maître et qu'il ne quittera plus jusqu'à sa mort. 
Ainsi, après les cours dans une médersa située au souk El Blat, le petit Tahar, grâce à un père mélomane, Hamida Gharsa, écoute énormément de musique : charqi et tounsi, malouf, malhoune ou soulamia, ce qui lui donne une bonne oreille musicale. Grâce à Tarnane, il s'initie au malouf et apprend les mouachahs et l'oud. 
Il enseigne à l'École normale supérieure de Gorjani, à l'Institut national de musique et à La Rachidia où il fait la connaissance d'Hédi Jouini, de Mohamed Triki et de Salah El Mahdi. À la mort de Tarnane, il est désigné pour s'occuper de La Rachidia mais, en 1965, il la quitte après des désaccords entre cette dernière et le ministre de la culture de l'époque. Ceci le pousse alors à constituer l'Association Carthage pour les chansons d'antan qui donne ses spectacles au café Saf Saf de La Marsa et à Kobbet Lahoua. En 1968, il prend en charge la chorale de la radio tunisienne pendant une douzaine d'années. Il se met ensuite à la composition de dizaines de wasla et de chansons populaires qui ne tardent pas à entrer dans le répertoire national : El Ouachma, Mechmoum El Fell et surtout Meguies qui devient l'une des chansons tunisiennes les plus connues.
Vers les années 1990, il revient à la direction artistique de La Rachidia avec le maestro Abdelhamid Ben Aljia. En 2003, peu avant sa mort, le président Zine el-Abidine Ben Ali lui décerne l'Ordre du Mérite culturel.